# Catonia digitata
Catonia digitata är en insektsart som beskrevs av Ronald Gordon Fennah 1950. Catonia digitata ingår i släktet Catonia och familjen vedstritar. Inga underarter finns listade i Catalogue of Life.